# Portal Tomb von Glenknock

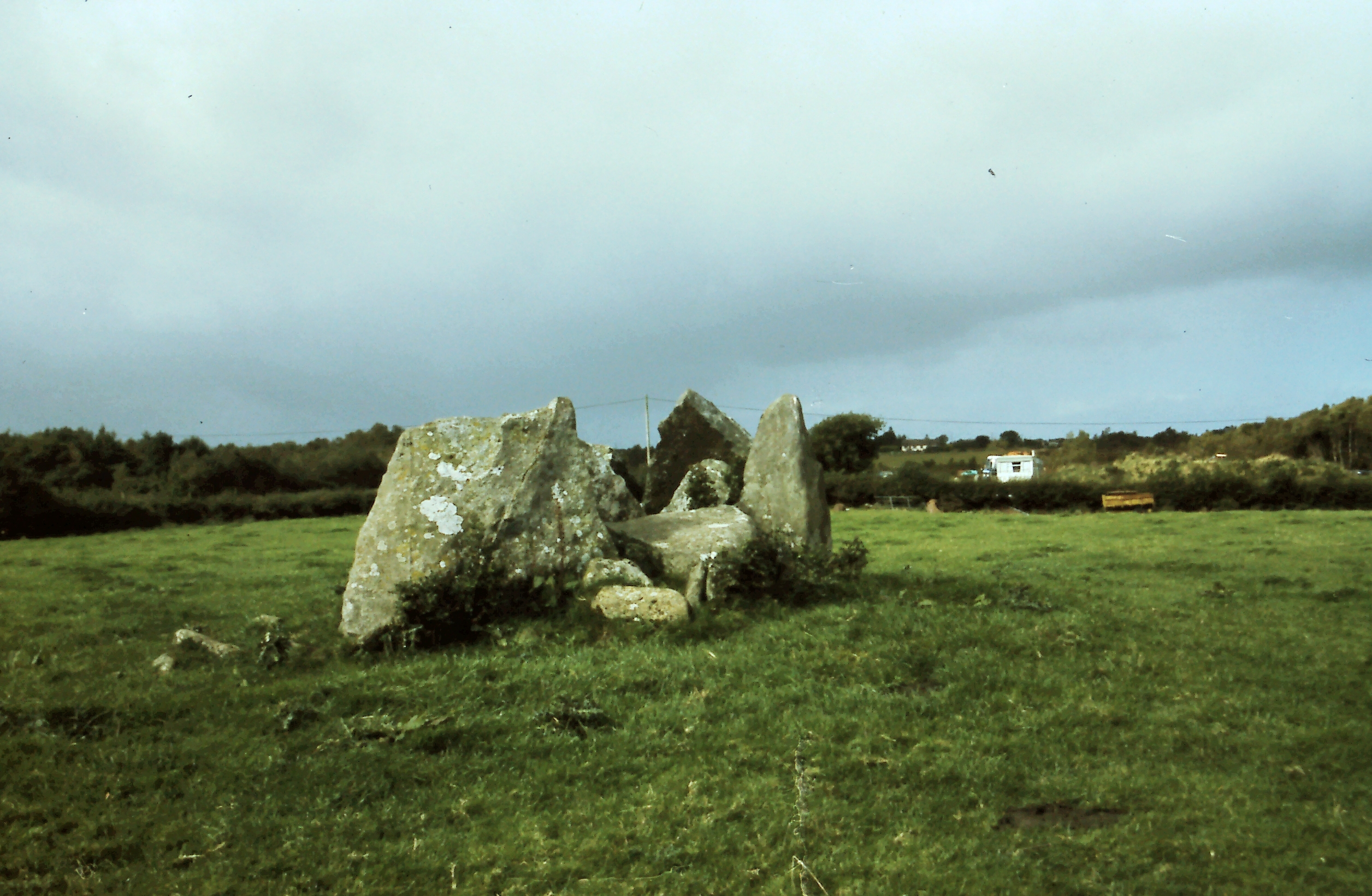
Portal Tomb von Glenknock

Das stark gestörte Portal Tomb von Glenknock liegt im Townland Glenknock or Cloghogle (irisch Gleann Cnoic nó Cloch Thógala, dt. „Hügeltal oder Aufgerichter Stein“), nördlich von Newtownstewart im County Tyrone in Nordirland. Es ist lokal auch als Druid’s Altar bekannt.
Als Portal Tombs werden Megalithanlagen in Irland und Großbritannien bezeichnet, bei denen zwei gleich hohe, aufrecht stehende Steine mit einem Türstein dazwischen die Vorderseite einer Kammer bilden, die mit einem zum Teil gewaltigen Deckstein bedeckt ist oder war. 
Glenknock ist eine Konfusion von aufrecht stehenden und umgefallen Steinen. Einige bis zu 1,4 m hohe Orthostaten und einige der bis zu 1,7 m langen liegenden Steine formen eine Kammer, in der sich möglicherweise ein zerbrochener Deckstein befindet.